# Benquerencia (Lugo)
Benquerencia (llamada oficialmente San Pedro de Benquerencia) es una parroquia española del municipio de Barreiros, en la provincia de Lugo, Galicia.

## Organización territorial
La parroquia está formada por treinta y uno entidades de población, constando quince de ellas en el nomenclátor del Instituto Nacional de Estadística español:
- Abadía (A Abadía)
- A Abalea
- Abelleira (A Abelleira)
- Agolada (A Agolada)
- A Cancela Vella
- Carretera (A Estrada)
- Pena (A Pena)
- A Pena da Salsa
- Picota (A Picota)
- Armilo
- As Bouzas
- As Brañas
- As Cabanas
- Cortiñas (As Cortiñas)
- As Grandas
- A Veiga de San Pedro
- Benquerencia-Praia
- Coto
- Fontela
- Lóngara
- O Barrio Novo
- Canteiro (O Canteiro)
- O Cañoto
- O Escanlar
- O Feal da Paula
- Pedregás (Os Pedregás)
- Rego do Molido (Rego de Molido)
- Roda
- Sangendez (Sarxende)
- Sindín
- Suaiglesia (Suigrexa)

## Demografía
| Gráfica de evolución demográfica de Benquerencia entre 2000 y 2019 |
|                                                                    |
| Datos según el nomenclátor publicado por el INE.                   |